# Blankenstein (Hattingen)
Blankenstein, früher Blankenstein/Ruhr, ist eine ehemalige Stadt im Ennepe-Ruhr-Kreis und heute ein Stadtteil von Hattingen in Nordrhein-Westfalen mit 2743 Einwohnern (Stand: 31. Dezember 2014). Der Ort liegt unmittelbar am Südufer der Ruhr, gegenüber der Stadt Bochum.

## Geschichte
Der Ort geht auf die Gründung der Burg Blankenstein durch Graf Adolf I. von der Mark im Jahre 1227 zurück. Vor der Burg wurde ein Ort gegründet, der in den Folgejahren aufblühte. 1355 bestätigte Graf Engelbert III. von der Mark die Freiheiten Blankensteins. 1554 war Blankenstein sogar Mitglied der Hanse. 1594 erhielten die Blankensteiner von Johann Wilhelm von Kleve das Recht, drei Jahrmärkte abzuhalten. Um 1607 entstand die protestantische Gemeinde. Im Jahre 1434 fand erstmals die Pfingstkirmes statt.
Bereits 1614 wurde die Burg durch spanische Truppen besetzt. Es folgte der Dreißigjährige Krieg bis 1648. Johann Georg von Syberg ließ die Burg 1662 abreißen, was für den Ort Folgen hatte, stellte sie doch auch einen wichtigen Arbeitgeber dar. Am Pfingstmontag 1665 brach schließlich ein Feuer aus, das fast den ganzen Ort vernichtete.
Etwa um 1765 entstand die Evangelische Kirche Blankenstein. Die römisch-katholische Kirche St. Johannes Baptist entstand von 1794 bis 1801 auf dem Marktplatz an der Stelle des alten Rathauses.
Der Bergbau, Eisenverarbeitung und die Textilindustrie verhalfen Blankenstein zu einem neuen Aufschwung. Die Halbach-Hämmer wurden 1804 von Johann Arnold Halbach errichtet. Die Tuchweberei der Familie Gethmann entwickelte sich ab dem 18. Jahrhundert zu einem wichtigen Arbeitgeber. Der Kommerzienrat Carl Friedrich Gethmann ließ in einer Werft an der Ruhr Ruhraaken bauen, mit denen insbesondere auch Kohle transportiert wurde. 1806 legte er den bis heute bestehenden Gethmannschen Garten an. Die Familie war auch Mäzen der katholischen Kirche, die 1810 fertiggestellt war. 1848 gründete Heinrich Puth die Seilwerke Puth. Die Seile wurden im Bergbau benötigt.
Der Preußische Landrat Pilgrim ließ sich überzeugen, die Chaussee Hattingen–Blankenstein–Steinenhaus bauen zu lassen. Sie wurde 1865 eröffnet. Im Jahre 1874 folgte die Ruhrtal-Bahn. Die Freiwillige Feuerwehr der Stadt Blankenstein wurde am 2. Mai 1883 gegründet. 1884 wurde das St. Elisabeth-Krankenhaus, Vorläufer der Klinik Blankenstein, eröffnet.
Der Ort entwickelte eine gute Gastronomie in der Burg und im Umfeld, begünstigt durch die gute Verkehrsanbindung. Der Fremdenverkehr blieb für den Ort lange Zeit wichtig.

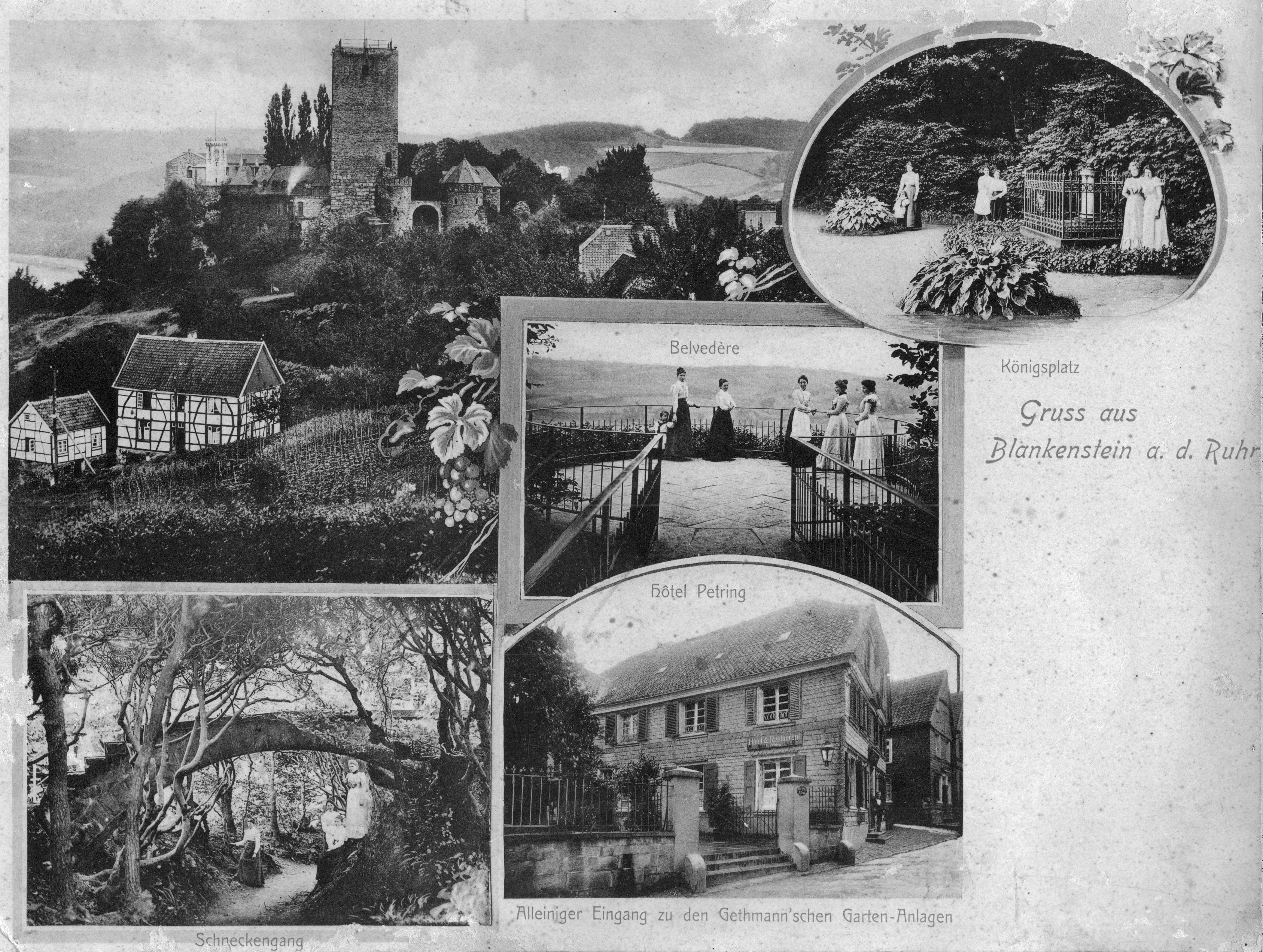
Historische Ansichtskarte
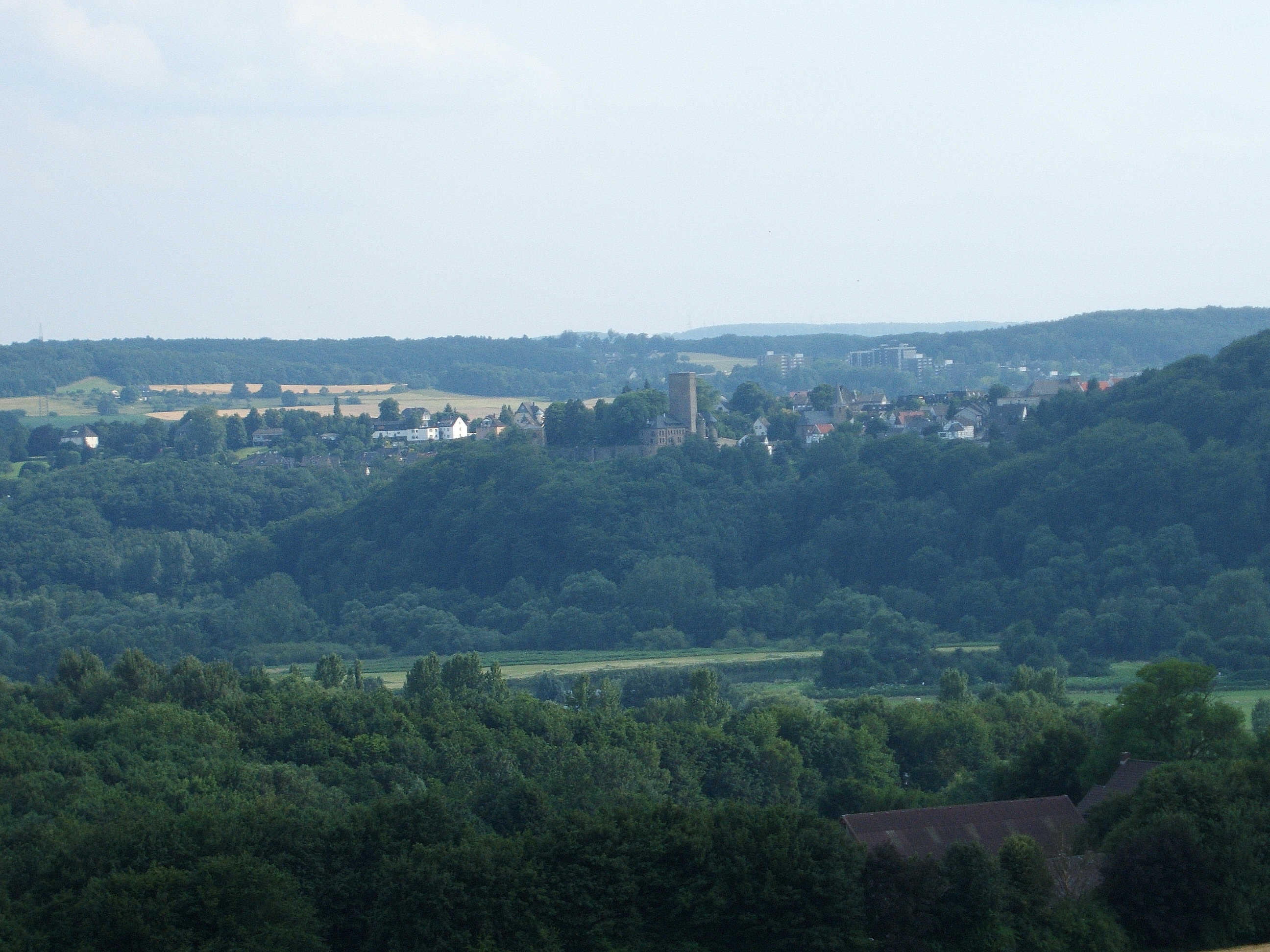
Freiheit um Burg Blankenstein
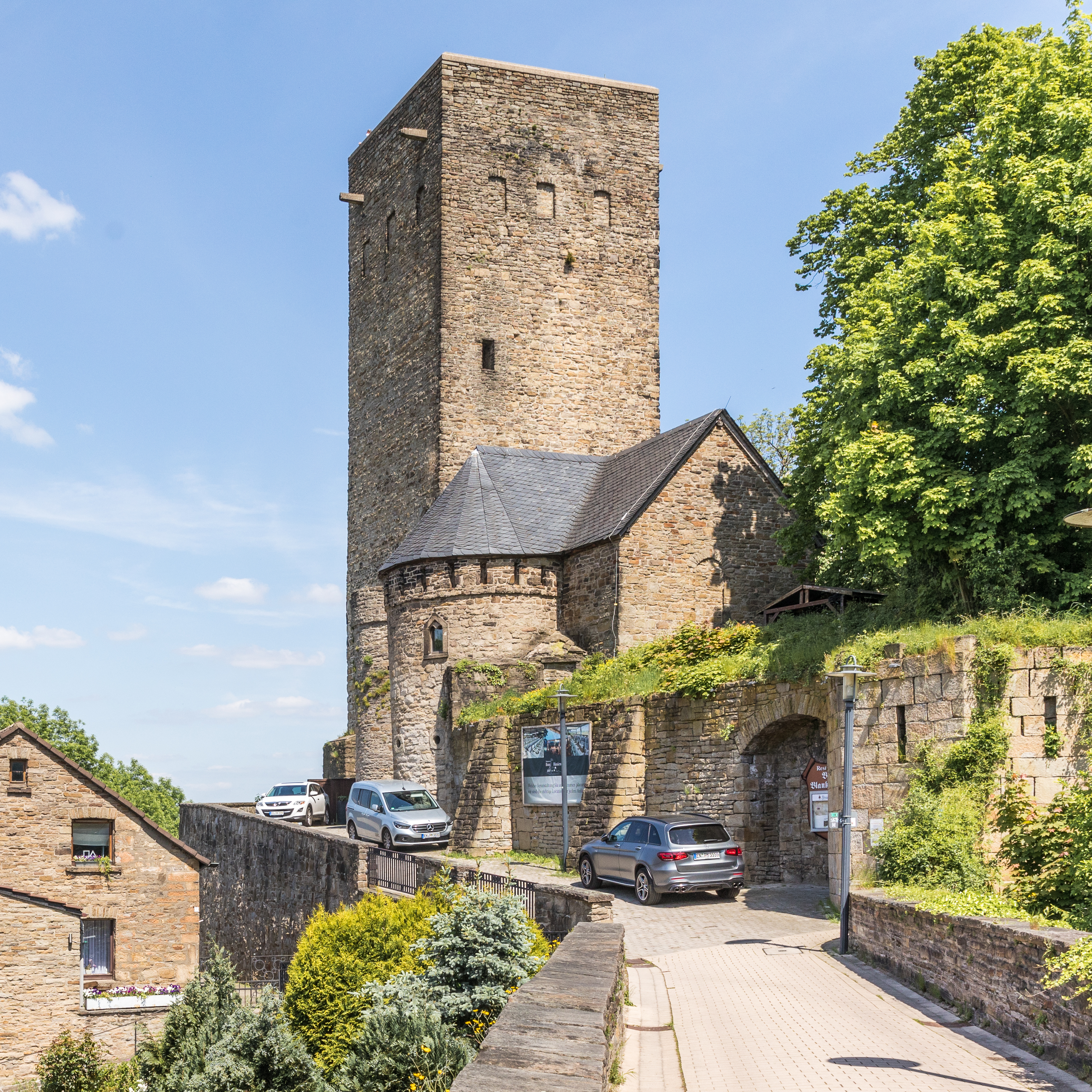
Blick auf die Burg
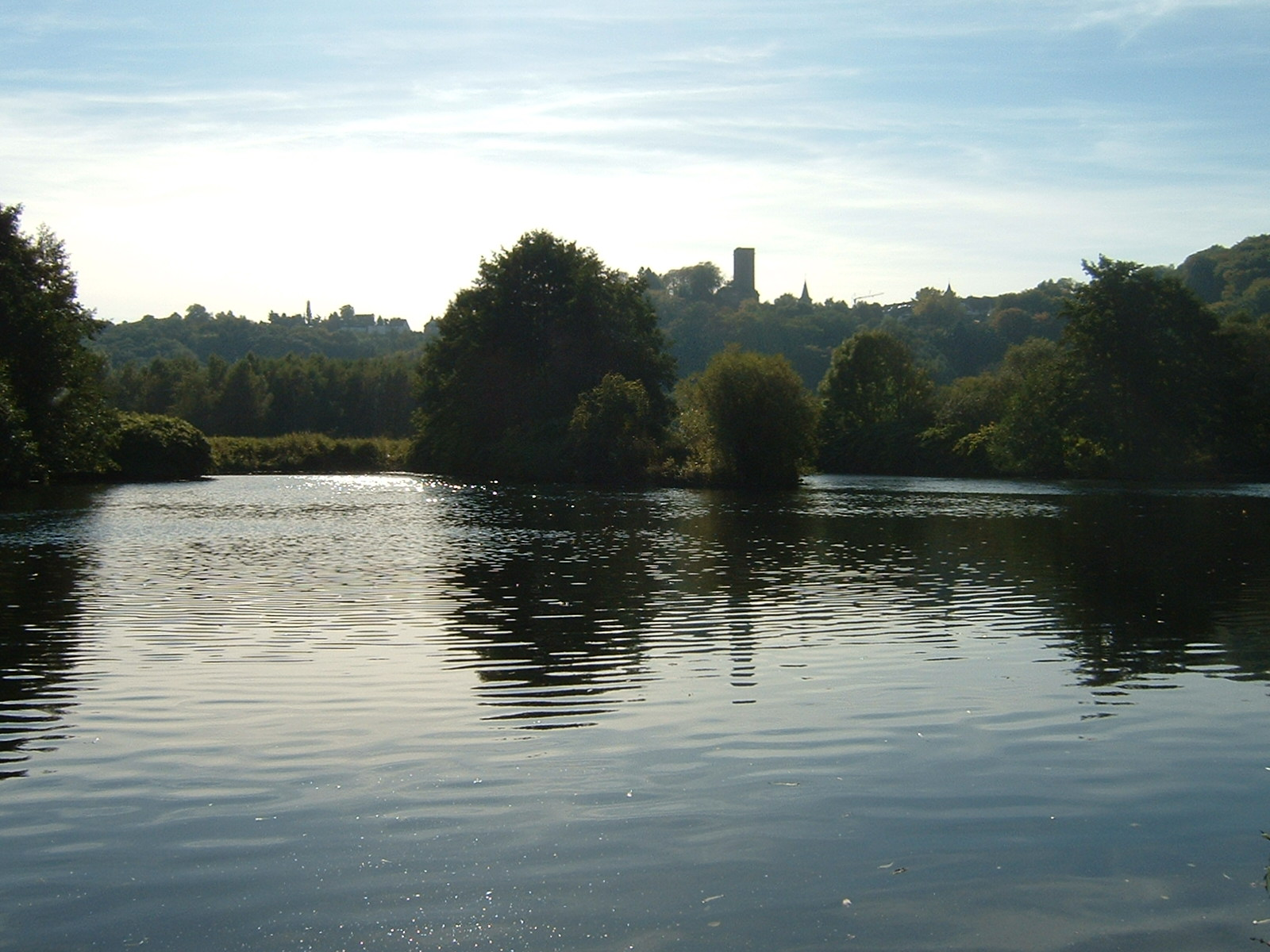
Blick auf die Burg von der Ruhr

Ende des 19. Jahrhunderts zählten zum Amt Blankenstein des Kreises Hattingen die Gemeinden Blankenstein, Welper, Holthausen, Buchholz und Stiepel. Am 1. April 1966 wurden die Gemeinden Buchholz, Holthausen und Welper in die Stadt Blankenstein eingemeindet.
Am 1. Januar 1970 wurde die Stadt Blankenstein per Gesetz zur Neugliederung des Ennepe-Ruhr-Kreises in die Stadt Hattingen eingemeindet. Der Ortsteil Buchholz wurde in die Stadt Herbede eingegliedert.
1970 wurde der Sportverein TuS Blankenstein gegründet, der die Sparten Turnen, Gymnastik, Handball und Fußball anbietet.
2001 wurde in Blankenstein das Hattinger Stadtmuseum eröffnet. Es befindet sich gegenüber der Kirche St. Johannes Baptist am Marktplatz. Die neue Umgehungsstraßen und die Neugestaltung prägten das Areal der ehemaligen Seilfabrik neu.

## Wappen
Das vom preußischen König am 7. Februar 1910 verliehene Wappen in den Farben der Grafschaft Mark ist abgeleitet von den ältesten Siegeln der Stadt aus den Jahren 1617 und 1669, die den heiligen Sebastian von Pfeilen durchbohrt über einem Schilde mit einem als Armbrustabzug gedeuteten Zeichen zeigen.
Es wurden zuletzt zwei Versionen des Wappens gezeigt, zum einen der rote Schild und zum anderen der von Pfeilen durchbohrte Sebastian im goldenen Schild mit dem kleinen roten Schild im Schildfuß. Als am 1. April 1966 die Stadt Blankenstein mit der Gemeinde Welper vereinigt wurde, entwarf der Münsteraner Heraldiker Waldemar Mallek ein Wappen für die neue Stadt, welches es aber nicht mehr zu einer Genehmigung schaffte, da es nur vier Jahre später zur Eingemeindung nach Hattingen kam.

Wappen
Wappenversion mit dem hl. Sebastian
Wappenentwurf für die neue Stadt (1966)
Wappen des ehem. Amtes Blankenstein

Blasonierungen:„In Rot ein als Armbrustabzug gedeutetes silbernes (weißes) Zeichen.“
„In Gold (Gelb) der heilige Sebastian in Silber (Weiß) mit goldenem (gelbem) Heiligenschein, durchbohrt von silbernen (weißen) Pfeilen; im Schildfuß ein kleiner roter Schild mit einem als Armbrustabzug gedeuteten silbernen (weißen) Zeichen.“
„Schräggeteilt durch Wellenschnitt; vorn in Silber (Weiß) eine aus dem Schildrand wachsende schwarze schrägliegende Probekelle und hinten ein als Armbrustabzug gedeutetes silbernes (weißes) Zeichen.“

## Persönlichkeiten
- Elisabeth Peveling (1932–1993), Botanikerin
- Egon Stratmann (1936–2024), Künstler
- Jamiri (Jan-Michael Richter; * 1966), Comiczeichner
- Martin Wehmer (* 1966), Maler